# Marshall (Karolina Północna)
Marshall – miasto w Stanach Zjednoczonych, w stanie Karolina Północna, siedziba administracyjna hrabstwa Madison.